# 防府市立防府図書館
防府市立防府図書館（ほうふしりつほうふとしょかん）は、山口県防府市栄町1丁目5-1 ルルサス防府3階にある公共図書館。
前身は1941年（昭和16年）に開館した防府市立三哲文庫であり、通称は三哲文庫（さんてつぶんこ）。条例上の組織名は防府市図書館。館内には防府ゴールデンライオンズクラブから寄贈された上山満之進翁胸像が展示されている。

## 歴史

### 三哲文庫/防府図書館（1941年～1981年）

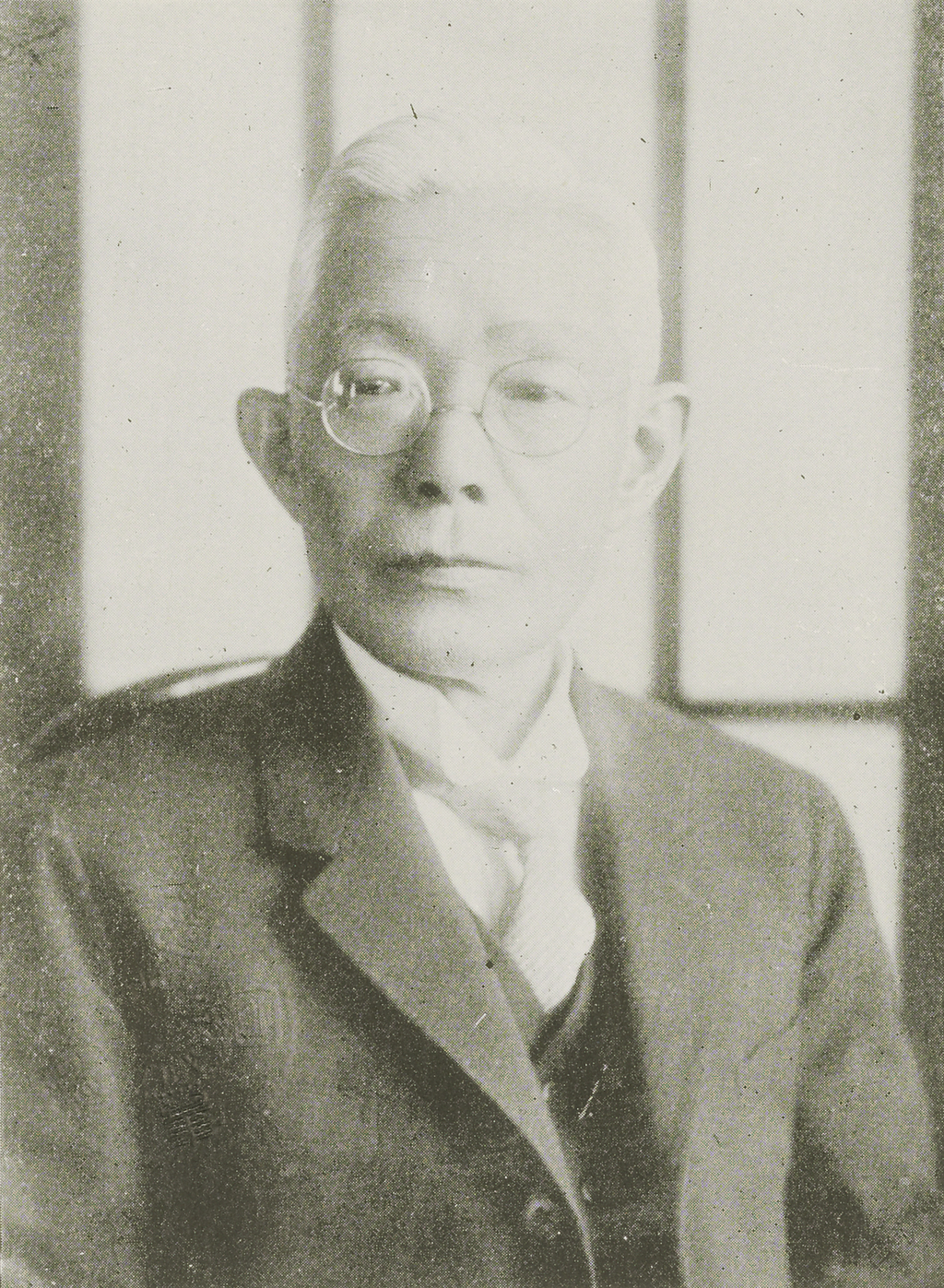
上山満之進

周防国佐波郡防府（現・山口県防府市）出身の上山満之進は、貴族院議員や台湾総督などを務めた政治家である。1935年（昭和10年）、上山満之進は文庫（図書館）の建設と寄付を計画した。
1936年（昭和11年）には早稲田大学教授で工学博士の吉田享二に建物の設計を依頼し、1940年（昭和15年）2月から12月にかけて藤本町（現・中央町2）に建設された。なお、この間の1938年（昭和13年）7月30日には上山満之進が死去しており、息子の上山勝と甥の小野幸吉が引き継いでいる。
1941年（昭和16年）3月30日に防府市立三哲文庫の開館式を行い、4月1日に開館した。開館時の蔵書冊数は約3500冊である。467平方メートルの本館、198平方メートルの書庫の2棟を有していた。名誉職の文庫長には小野幸吉が就任した。1942年（昭和17年）4月1日には三哲文庫の開館1周年を記念して、敷地内に上山満之進翁記念碑が完成した。蔵書冊数は約12,700冊となっていた。

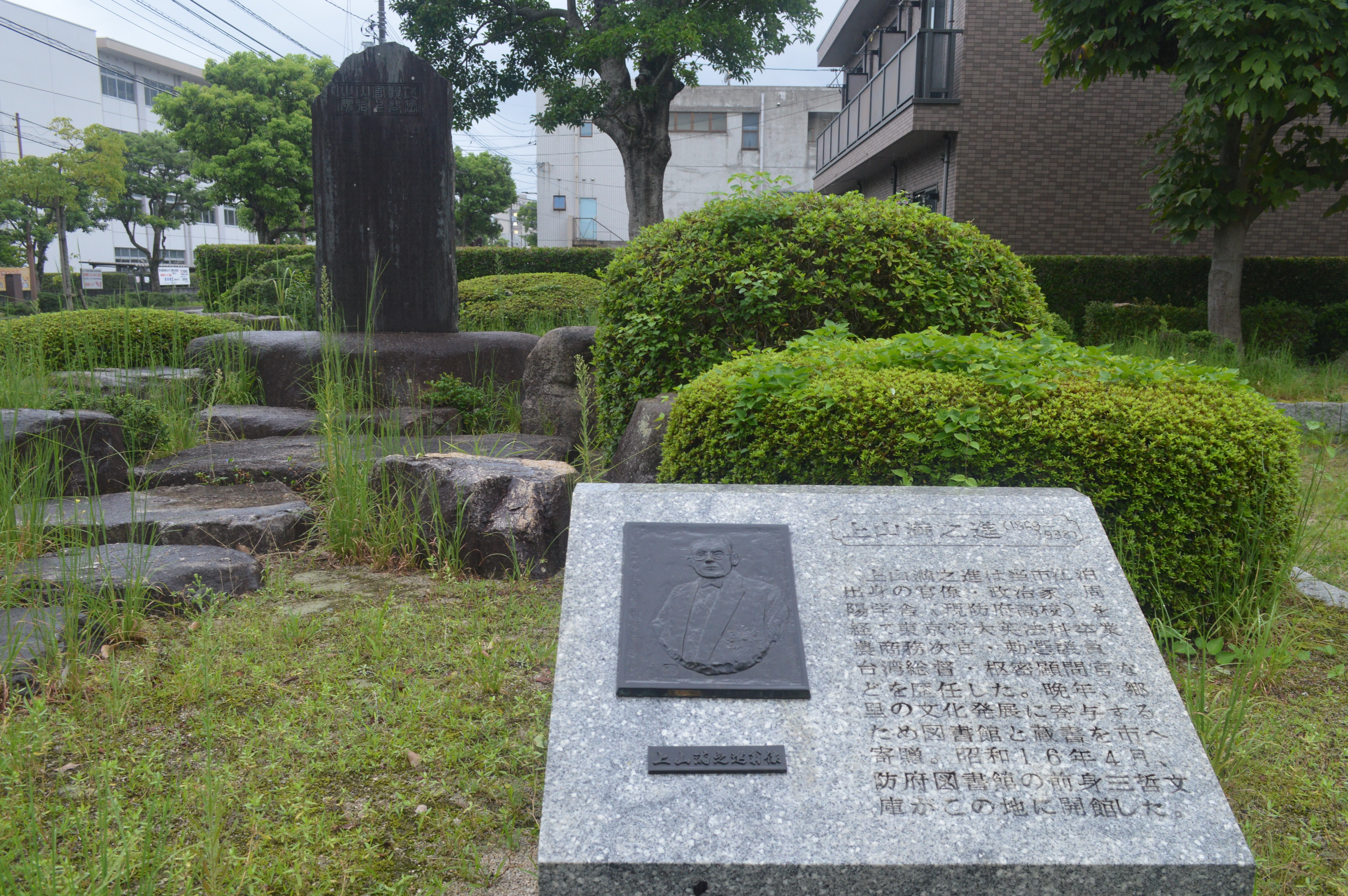
三哲文庫跡地にある三哲文庫記念公園

太平洋戦争終戦後の1946年（昭和21年）8月10日、防府市立三哲文庫は防府市立防府図書館に改称した。1951年（昭和26年）には『防府の今昔』を刊行した。『防府市立防府図書館要覧』が刊行された1952年（昭和27年）時点では、開館時間が8時30分から17時、日曜のみ8時30分から12時であり、月曜・祝日・年末年始が休館だった。1回1冊、7日以内の館外貸出が可能だった。1963年（昭和38年）1月31日時点の蔵書冊数は32,678冊である。
1968年（昭和43年）11月28日から11月30日、長野県の上田市立図書館において日本図書館協会が主催する「公共図書館振興プロジェクト」共同協議が開催され、全国から上田市立図書館、石川県の七尾市立図書館、東京都の日野市立図書館、神奈川県の平塚市図書館、防府市立図書館の5館が参加した。

### 桑山2丁目時代（1981年～2006年）
1941年（昭和16年）から使用する建物の老朽化によって、防府市は桑山2丁目1-1に新館の建設を計画した。1981年（昭和56年）5月20日に新館が竣工し、7月30日に新館が開館した。延床面積は2,992平方メートル。開館時間は9時から17時、日曜と第3日曜の前の土曜は9時から12時45分であり、月曜・第3日曜・祝日・年末年始が休館だった。1人2冊まで、2週間以内の館外貸出が可能だった。1981年（昭和56年）3月31日時点の蔵書冊数は97,773冊である。
1991年（平成3年）には防府図書館開館50周年を迎え、6月7日には公募によってキャッチフレーズ「であいの広場ほうふ図書館」を制定したほか、10月27日には第1回図書館まつりを開催した。同年12月1日にはコンピュータシステムを導入し、館外貸出制限を図書は5冊まで、視聴覚資料は2点までとした。1992年（平成4年）3月31日時点の蔵書冊数は163,849冊である。1993年（平成5年）5月1日には日曜午後と第3日曜の休館を廃し、休館日を月曜・祝日・月末日として開館時間を拡大・統一した。
1941年（昭和16年）の開館時には上山家から図書館に「上山満之進遺品遺稿」が寄託されていたが、2001年（平成13年）3月20日には防府市に寄贈された。2004年（平成16年）2月4日には防府駅北再開発ビルへの移転が決定した。
2006年（平成18年）2月14日、カネボウ株式会社は経営再建に合わせてカネボウ防府工場を廃止するにあたり、小山敬三作「鐘紡防府工場遠景」を防府市に寄贈し、防府市は新図書館への展示を決定した。同年6月30日には桑山2丁目の図書館が閉館し、移転に向けた長期休館に入った。後に建物は防府市文化財郷土資料館に転用されている。

### ルルサス防府時代（2006年～）
2006年（平成18年）11月1日、防府駅前の再開発ビルであるルルサス防府に移転した。延床面積は3,527平方メートル。開館時の蔵書冊数は約32万冊である。
2008年（平成20年）7月1日、将来的な指定管理者制度の導入を視野に入れ、窓口業務を図書館流通センターに業務委託した。2011年（平成23年）7月1日には移動図書館車の運行業務も図書館流通センターに業務委託し、11月2日には移動図書館車「わっしょい文庫」の運行を開始した。2013年（平成25年）4月、「子供の読書活動優秀実践図書館」として文部科学大臣表彰を受けた。2016年（平成28年）4月1日には指定管理者制度を導入し、公益財団法人防府市文化振興財団が指定管理者となった。
上山満之進翁生誕150年の記念日である2019年（令和元年）9月27日、三哲文庫跡地の中央町公園が三哲文庫記念公園に改称し、三哲文庫記念公園碑の除幕式が行われた。2021年（令和3年）4月1日には開館80周年を迎え、「防府図書館80年の歩み」を公開したほか、前身の名称である三哲文庫を通称に制定した。

## 油彩画「東台湾臨海道路」

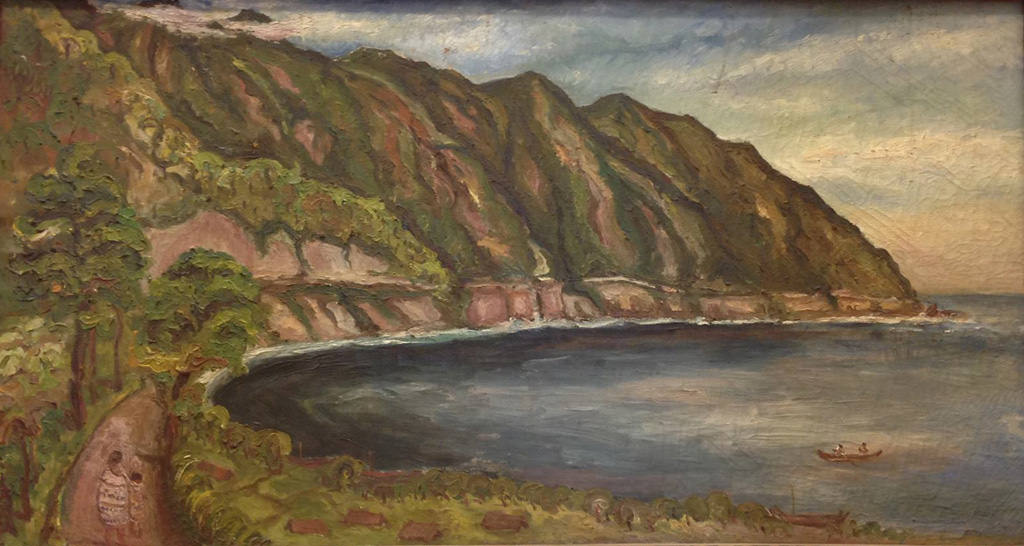
「東台湾臨海道路」

上山満之進は山口県佐波郡防府町（現・防府市）出身の台湾総督であり、帰国の際に台湾人画家の陳澄波に依頼して風景画を描かせた。1941年（昭和16年）にはこの作品が上山家から三哲文庫に寄贈されて図書館内に展示された。後年には作者不明の状態で展示されていたが、2006年（平成18年）に図書館が移転した際に倉庫にしまわれた。
仏教学者で元龍谷大学教授の児玉識は、上山満之進の伝記を執筆中にこの絵画を発見した。2015年（平成27年）12月、この作品が陳澄波の油彩画「東台湾臨海道路」であることが判明した。福岡アジア美術館で修復された後、2019年（令和元年）10月には防府市に返還され、山口市の山口県立美術館で保管されることとなった。
日本に残る数少ない台湾近代美術の作品とされる。2020年（令和2年）には同作品のレプリカが製作され、防府図書館に常設展示されている。

## 利用案内
開館時間
- 平日 - 9時30分から19時まで
- 土日祝日 - 9時30分から18時まで

休館日
- 火曜、年末年始（12月29日～1月3日）、蔵書点検期間

交通アクセス
- JR山陽本線防府駅から徒歩5分